# Курмашев, Максат Беркинбаевич
Максат Беркинбаевич Курмашев (14 августа 1991, Актюбинск, Казахская ССР, СССР) — казахстанский футболист, нападающий.

## Карьера
Выпускник ОДЮСШР № 8, прошёл футбольную школу казахстанского «Актобе». В сезоне 2009 он дебютировал в чемпионате Казахстана.
Курмашев начал привлекаться к играм юношеской сборной Казахстана в 2009 году. С 2010 года он играет за молодёжную команду страны.

## Достижения
- Чемпион Казахстана: 2009
- Серебряный призёр чемпионата Казахстана: 2010
- Бронзовый призёр чемпионата Казахстана: 2011, 2012